# I'm a Boy/In the City
I'm a Boy/In the City è il l'ottavo singolo discografico del gruppo rock britannico The Who, pubblicato nel Regno Unito nel 1966.

## Tracce
Lato A
1. I'm a Boy – 2:38 (Pete Townshend)

Lato B
1. In The City – 2:22 (John Entwhistle, Keith Moon)

## Storia
Il brano I'm a Boy venne prodotto da Kit Lambert agli IBC Studios il 1º agosto 1966 e pubblicata su 45 giri tre settimane dopo, il 26 agosto con la traccia In the City come lato B. Il singolo ebbe successo, raggiungendo la seconda posizione in classifica in Gran Bretagna nella Official Singles Chart. Negli Stati Uniti invece, non riuscì nemmeno ad entrare in classifica.
L'incisione originale contenente l'arrangiamento di corno inglese opera di John Entwistle udibile in prevalenza nel missaggio, è stata inclusa nell'album Who's Missing. La versione inclusa in molte compilation, invece, è la medesima traccia ma senza il corno inglese.
Una versione differente, rallentata, fu registrata a Londra nella settimana del 3 ottobre 1966 con l'intenzione di inserirla in una prima versione di A Quick One intitolata Jigsaw Puzzle. Questa versione venne invece inclusa nella raccolta Meaty Beaty Big and Bouncy nel 1971.